# Мудыф

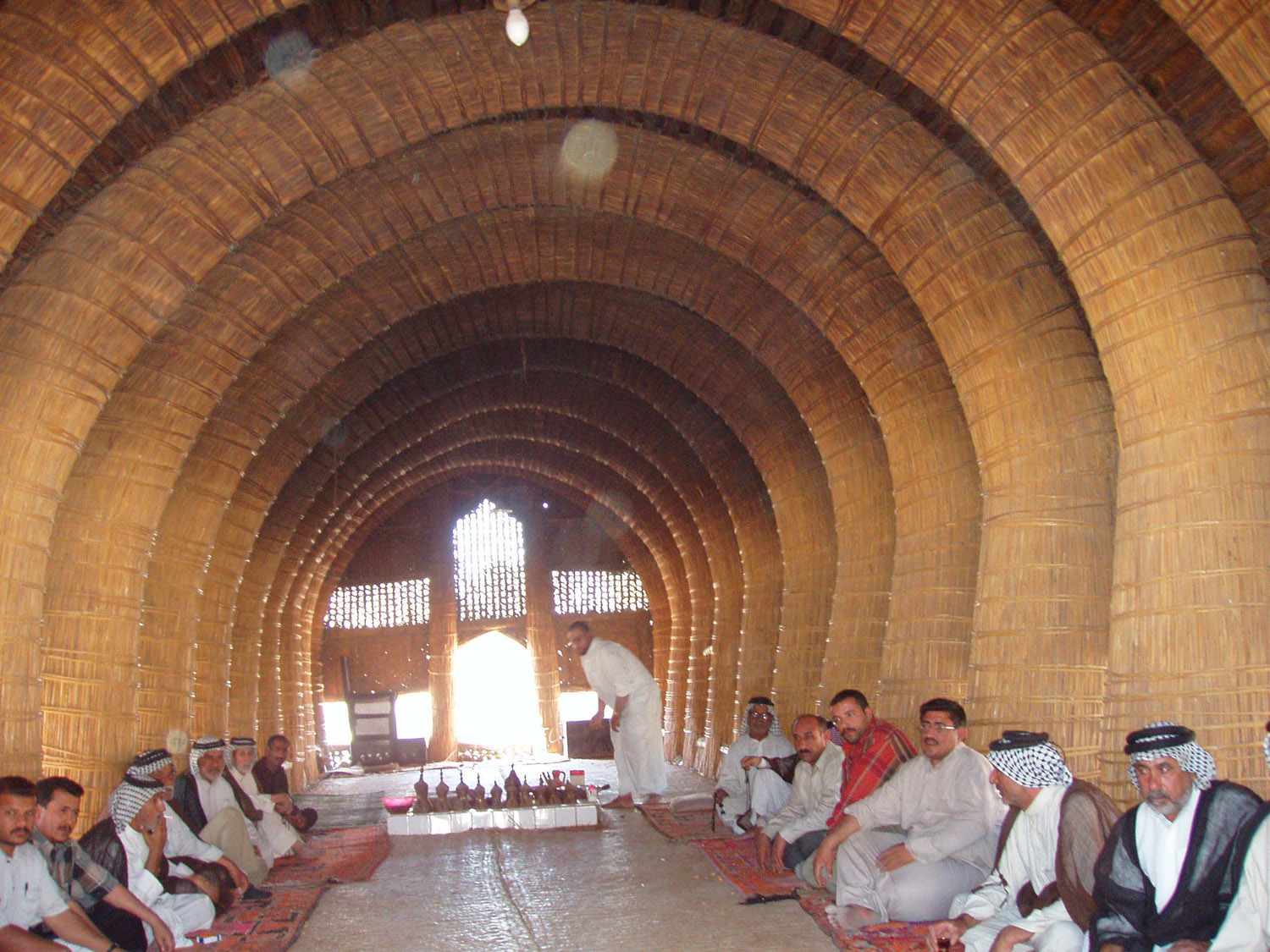
Интерьер мудыфа

Муды́ф (араб. مُضِيف [mu'ḍīf]‎) — дом, построенный из стеблей камыша и грязи. Такие дома традиционно делают мааданы на болотах, что находятся на юге Ирака.
Мудыфы обычно представляют собой большие коммунальные дома, в них очень часто поселяют гостей, проводят свадьбы, похороны и другие мероприятия. Плата за пользование мудыфом идёт местному шейху. Эти дома строят на искусственных островках, сооруженных из грязи и стеблей камыша, собранных на болотах. Камыши собирают в массивные связки и устанавливают в два ряда. Связки, стоящие друг напротив друга, наклоняют и скрепляют, чтобы получилась арка. В результате получается сводчатый туннель из связок тростника, который составляет каркас мудыфа.

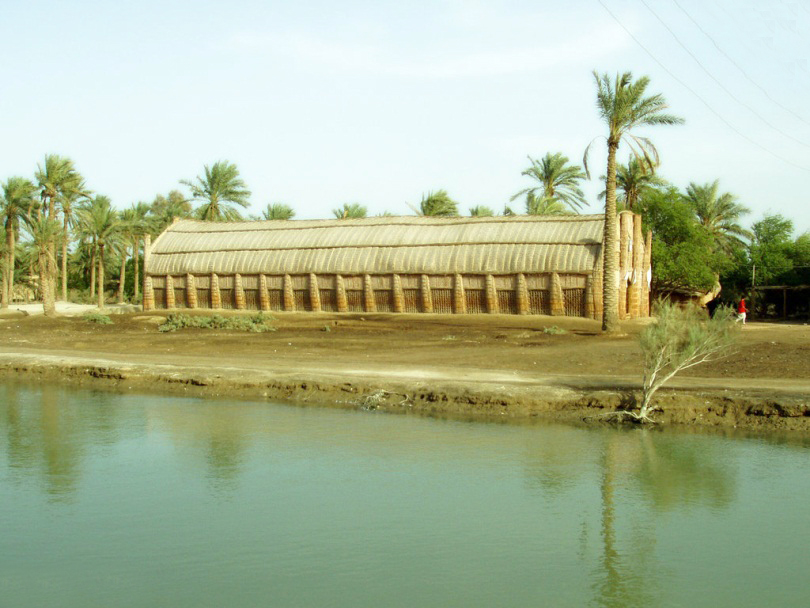
Вид снаружи
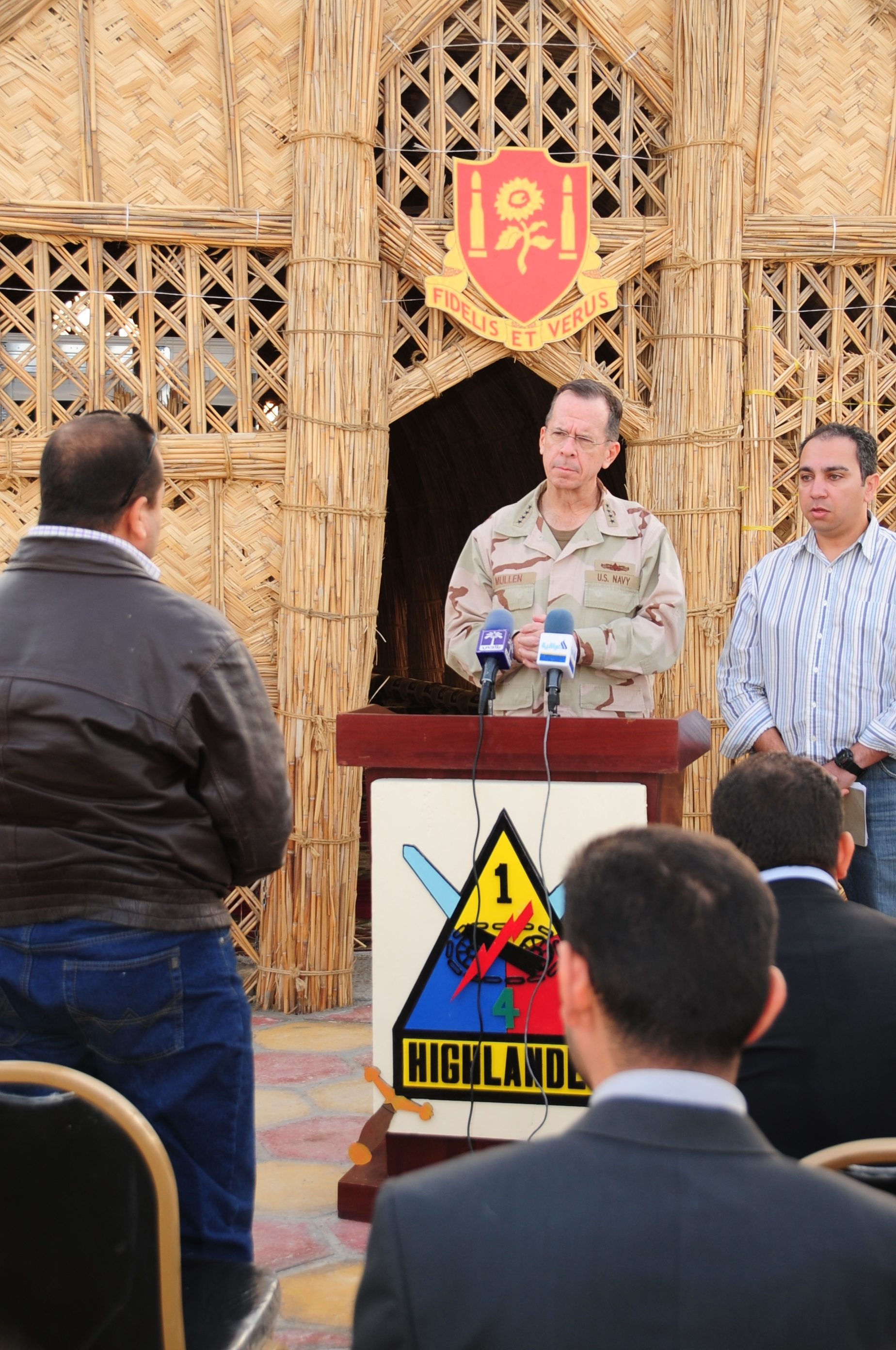
Американский военный у входа в мудыф
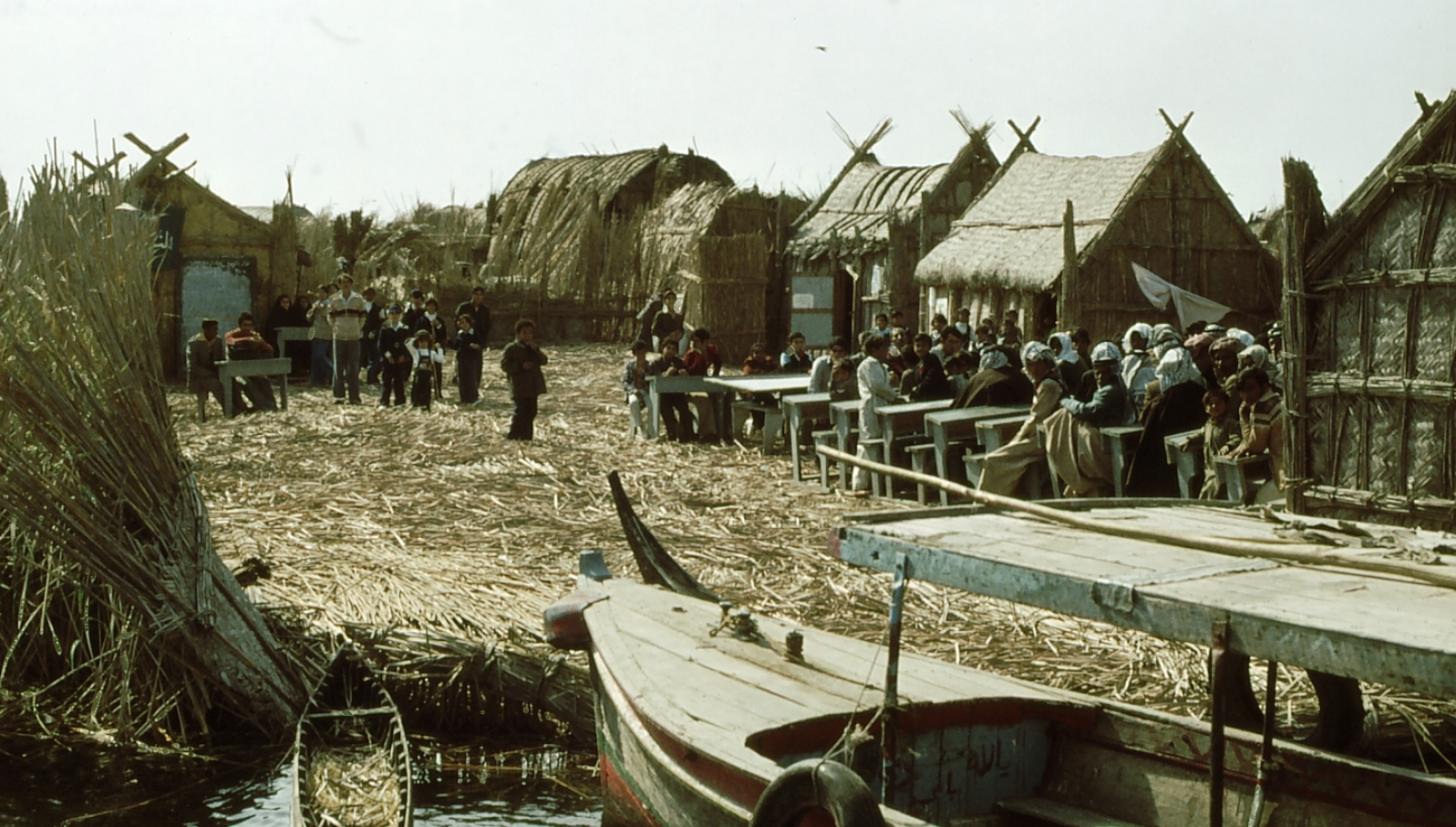
Другие виды жилья